# 松本柔道事故
松本柔道事故（まつもとじゅうどうじこ）とは2008年に発生した柔道事故。

## 概要
2008年（平成20年）5月27日に長野県松本市の柔道教室において、柔道歴1年半の小学6年生の男子生徒（当時11歳・身長1 m 46 cm・体重43 kg）が背負い投げの指導をされていた際に、気合が入っていないとして30代の男性柔道指導者（身長180cm・体重約80 kg）に力を加減することなくいきなり基本技ではない「片襟体落とし」で力強く投げられたことで、頭を打たなかったものの強く揺さぶらたことによって、急性硬膜下血腫等を発症したため意識不明となり、意識回復後も体が動かせない等の重度の障害が残って長期のリハビリを必要とするようになった。。
被害者の男児と両親は翌年（2009年）4月に男性柔道指導者個人と松本市及び松本市体育協会を相手に約3億5000万円の損害賠償を求める民事訴訟を提起した、2011年（平成23年）3月16日に長野地裁松本支部は、松本市と松本市体育協会に対する請求は棄却する一方で、男性柔道指導者に対して「注意を払っていれば、事故は回避可能だった」として約2億4000万円の支払いを命じる判決を下した。。男性柔道指導者は控訴するも、9月22日に東京高裁で一審判決の賠償額から4000万円増額した約2億8000万円の支払いを同年10月21日までに被害者側に支払うこと、及び被害者への謝罪と「二度と事故を繰り返さないことを誓約する」等の文言が盛り込まれた条項で被害者側と和解が成立した。
男性柔道指導者は2010年（平成22年）9月8日に業務上過失傷害罪で書類送検されるも、2012年（平成24年）4月25日に長野地検は嫌疑不十分で不起訴処分とした。被害者側が長野地検の処分を不服として長野検察審査会に審査申し立てを行い、同年7月24日に長野検察審査会は起訴相当を議決した。同年12月14日に長野地検は再び不起訴処分とした。2013年（平成25年）3月6日に長野検察審査会は再度の起訴議決を行い、5月21日に男性柔道指導者は長野検察審査会に指名された指定弁護士によって強制起訴された。
8月1日に長野地裁にて初公判が開かれる。その際、　指定弁護士によって提出された起訴状の文中には「力を加減することなく」「いきなり」という文言があったことから、男性柔道指導者の弁護側から「力加減とはどの程度の力か」「いきなりとはどの程度の時間か」等を訪ねる釈明申立書が提出されたが、指定弁護士は「釈明の必要はない」等と答えた。男性柔道指導者は「事故当日も今までと同じように稽古をして、同じように投げ技をかけた。投げ技をかけた際には、頭をぶつけないように十分注意していた。」「（被害者は）柔道の大会に何度も出場しており、必要な受け身は十分とれていた」と述べ、弁護側は直接頭を打たなくても急性硬膜下血腫が生じることについて、全日本柔道連盟発行の「柔道の安全指導」にこの可能性が記載されたのは事故から約3年が経過した2011年が初めてであり、当時の柔道整復師向けの教科書には記載がなかったことから「被告人に被害者が指導によって大怪我を負うことを予見し、回避することは不可能だった」と主張した。一方、指定弁護士側は柔道指導者には技量が低い相手に投げ技を掛ける場合には、指導によって怪我を生じさせる危険を回避する義務があり、直接頭を打たなくても急性硬膜下血腫が生じることについてはスポーツ指導者向け書籍に記載があり柔道整復師の受験教科には外科学があることから、柔道整復師の資格を持ち柔道教室で指導に当たっていた被告人には「危険を十分に予見することが可能であった」と主張した。
2014年（平成26年）4月30日に長野地裁は被告人に対して事故を予見することは可能だったとして業務上過失傷害罪で有罪とし、禁錮1年執行猶予3年（求刑:禁錮1年6月）の判決を言い渡した。伊東顕裁判長は判決の言い渡しの後で「頭を打たなくても重大事故が起こることが審理等を通じてわかった。柔道をやってきた者として、このような事故が起きることを、事故を起こしたあなたが伝えていかなくてはいけない。」と説諭した。弁護側も指定弁護士側の控訴をしなかったため、判決が確定した。
この事件は検察審査会によって強制起訴された事件としては初めて有罪が確定した最初のケースとなった。